# قرقنة

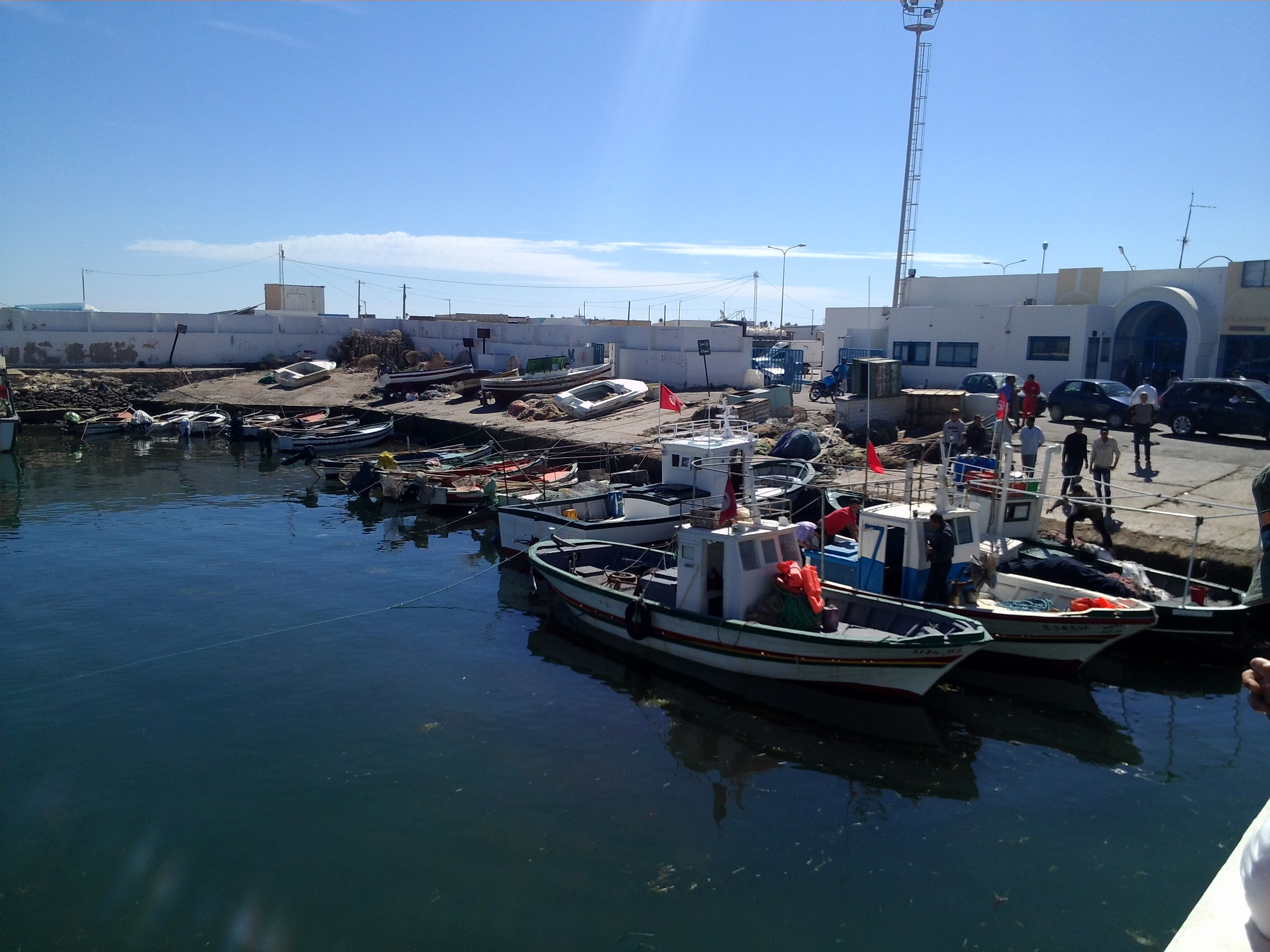
ميناء سيدي يوسف

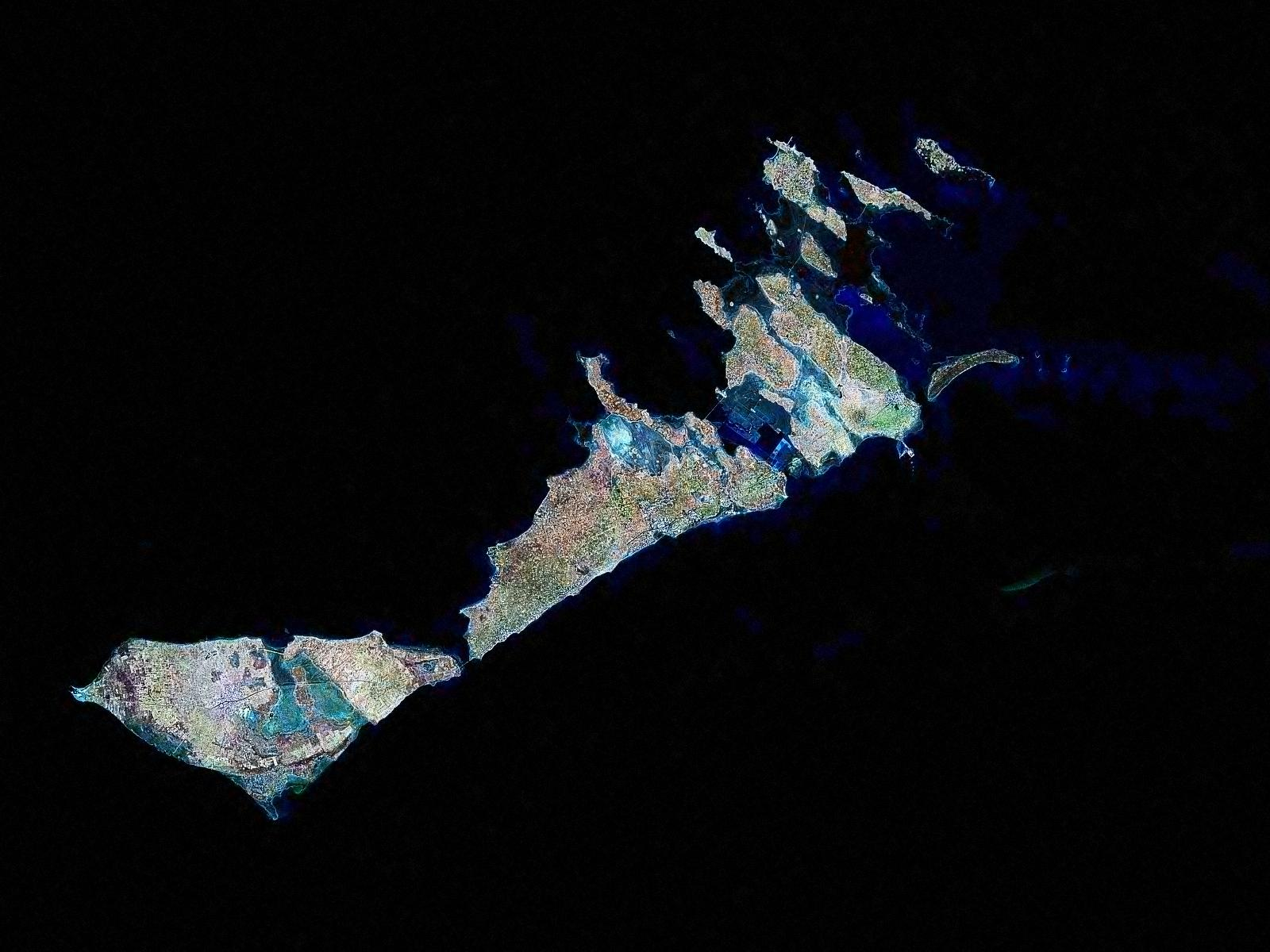
صورة فضائية لأرخبيل قرقنة

جزر قرقنة: أرخبيل يقع شرقي البلاد التونسية على مسافة 32.7 كلم من سواحل صفاقس. إداريا الأرخبيل يمثل معتمدية من ولاية صفاقس ويتكون من عشر عمادات وبلدية. يمتد هذا الأرخبيل من الجنوب الغربي إلى الشمال الشرقي على مسافة 40 كلم، ولا يتجاوز عرضه 5 كلم، وبمساحة 150 كلم مربع. يتكون أرخبيل قرقنة من جزيرتين رئيسيتين (غربي وشرقي) و 12 جزيرة صغيرة: شرمندية، سفنو، الرومدية، الرقادية، لزداد، قرمدي. يحتوي الأرخبيل على جزيرتين مأهولتين فقط وهما الشرقي والغربي أو مليتة:
- جزيرة الغربي وبها ثلاث قرى: مليتة (الرئيسية) سيدي يوسف (ميناء)، وأولاد عز الدين (لقب العائلات النازحة من قرية ولاد بوعلي). تعتبر مليتة أكبر القرى من حيث عدد السكان (استنادا إلى إحصائيات المعهد الوطني لإحصاء لسنة 2006)
- جزيرة الشرقي وهي كبرى الجزر من حيث المساحة تحتوي الجزيرة على إثنى عشر قرية وهي: مليتة أولاد يانق، أولاد قاسم، أولاد بوعلي، الكلابين، الرملة، العباسية، العطايا، الشرقي، الجوابر، النجاة والقراطن.

كان يحكم جزر قرقنة قبل وأثناء الاحتلال الفرنسي الخليفة امحمد حميده (كان أميرال في البحرية التونسية آنذاك ويعمل أمين المال والمعاش والحربية مقره بتونس حلق الواد) ثم استلمها من بعده ابنه الطاهر وكان مقر الخلافة مليتة القديمة (قرب الرملة القديمة وأولاد بوعلي) ثم انتقلت إلى مليتة بالجزيرة الغربية حتى الاستقلال وتسمية قرقنة معتمدية.
الثقافة:
تحتوي جزر قرقنة على منطقة سياحية تضم العديد من النُزُل (سيدي فرج)، متحف (متحف العباسية) و موقع أثري (الحصار) .

## اقتصاد
يعتبر النشاط الاقتصادي الرئيسي لأرخبيل قرقنة نشاط معاشي أولها الصيد الذي يمارس على نطاق واسع ووفقًا للتقاليد القديمة بقرقنة. تمتلك قرقنة 2000 قارب، حوالي ثلثي أسطول الصيد في ولاية صفاقس، لكن الكميات التي تم صيدها تمثل أقل من اثني عشر من المجموع الإقليمي. يحيط بالأرخبيل أعماق ضعيفة للغاية، تمتد بين متر ومترين، مع موارد سمكية محدودة، مما يؤدي إلى تقنيات صيد محددة مثل الشرفيّة.[بحاجة لمصدر] كذلك منذ القرن الثامن عشر، تم تقسيم جزء من البحر إلى قطع أراضي، يتم طرح إيجارها للبيع بالمزاد العلني كل عام قبل بدء موسم الصيد.
المنتجات الرئيسية للبحر هي الأسماك - الرضفة أو الصبار، البغال، الدنيس، إلخ. - ولكن أيضا الإسفنج، والأصداف المختلفة مثل المحار والأخطبوط وهو الحيوان المميز للأرخبيل. يستخدم الصيادون القوارب الشراعية اللاتينية، والمزيد من القوارب الآلية. يمكننا أن نلاحظ أيضًا زراعة الكفاف الصغيرة التي يجب أن تواجه قيود المناخ والتربة. لا تزال الحبوب بما في ذلك الشعير وأشجار الزيتون والكروم والتين ونباتات حديقة السوق تعتمد على الحد الأدنى من إمدادات المياه.
السياحة نشاط حديث لأنها تعود إلى الستينيات وهي جزء من ديناميكية وطنية. لكنها احتفظت دائمًا ببعد متواضع، ربما يكون نتيجة للعزلة والموارد المحدودة للأرخبيل. وهكذا أصبحت الصورة «الأصيلة» لقرقنة هي نقطة البيع الرئيسية لمنظمي الرحلات السياحية الأوروبيين، وخاصة البريطانيين. لا تزال الإقامة في الفنادق مركزة في المنطقة السياحية الصغيرة بسيدي فرج حيث كان هبوط العبارة حتى انتقالها إلى سيدي يوسف، في الطرف الغربي من الأرخبيل. هناك شواطئ رملية، ومواقع استثنائية على الساحل الصخري بشكل عام.

## شخصيات
- فرحات حشاد، زعيم سياسي ونقابي
- الحبيب عاشور، قيادي نقابي

## متاحف

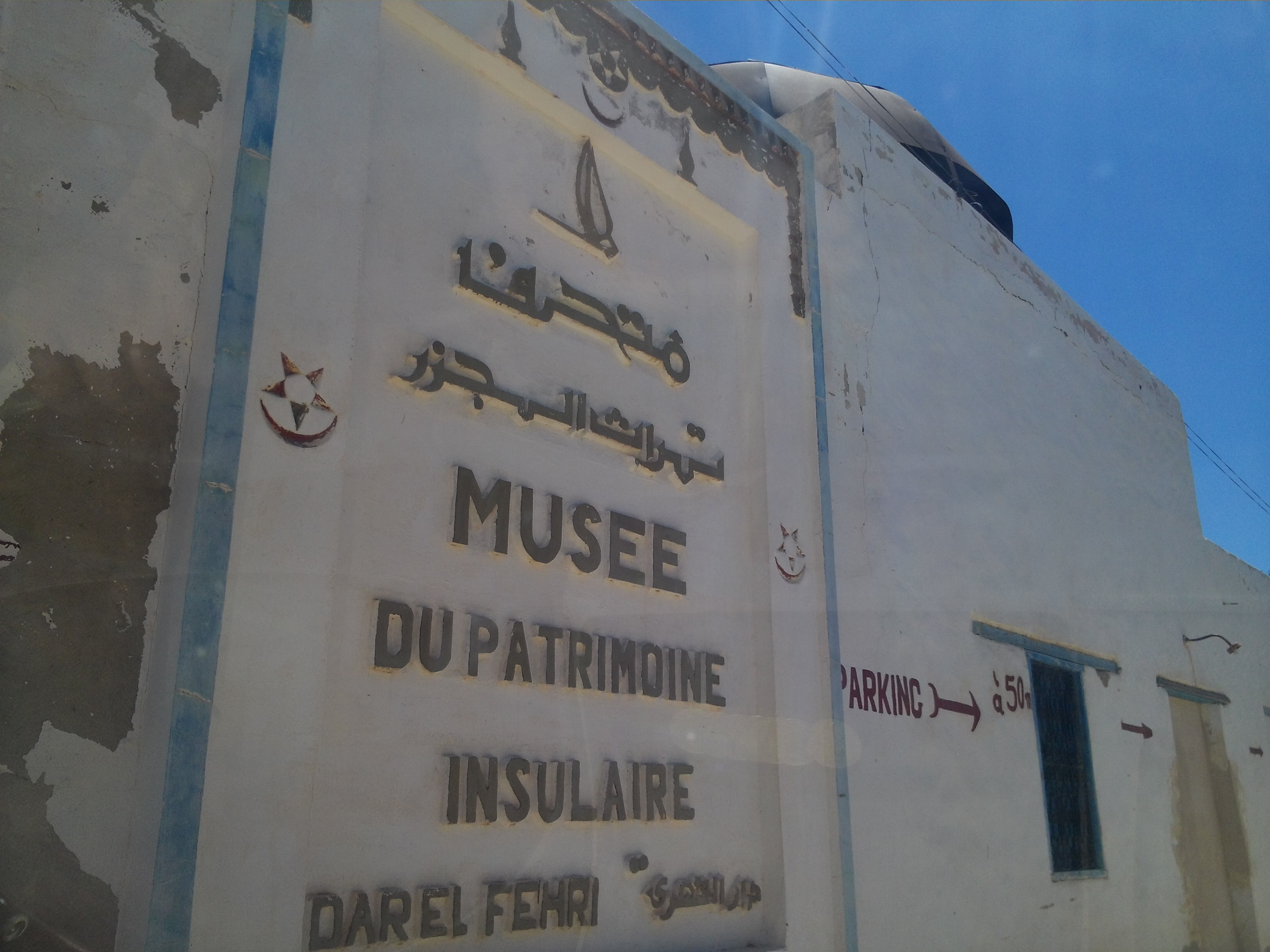
واجهة متحف العباسية بقرقنة

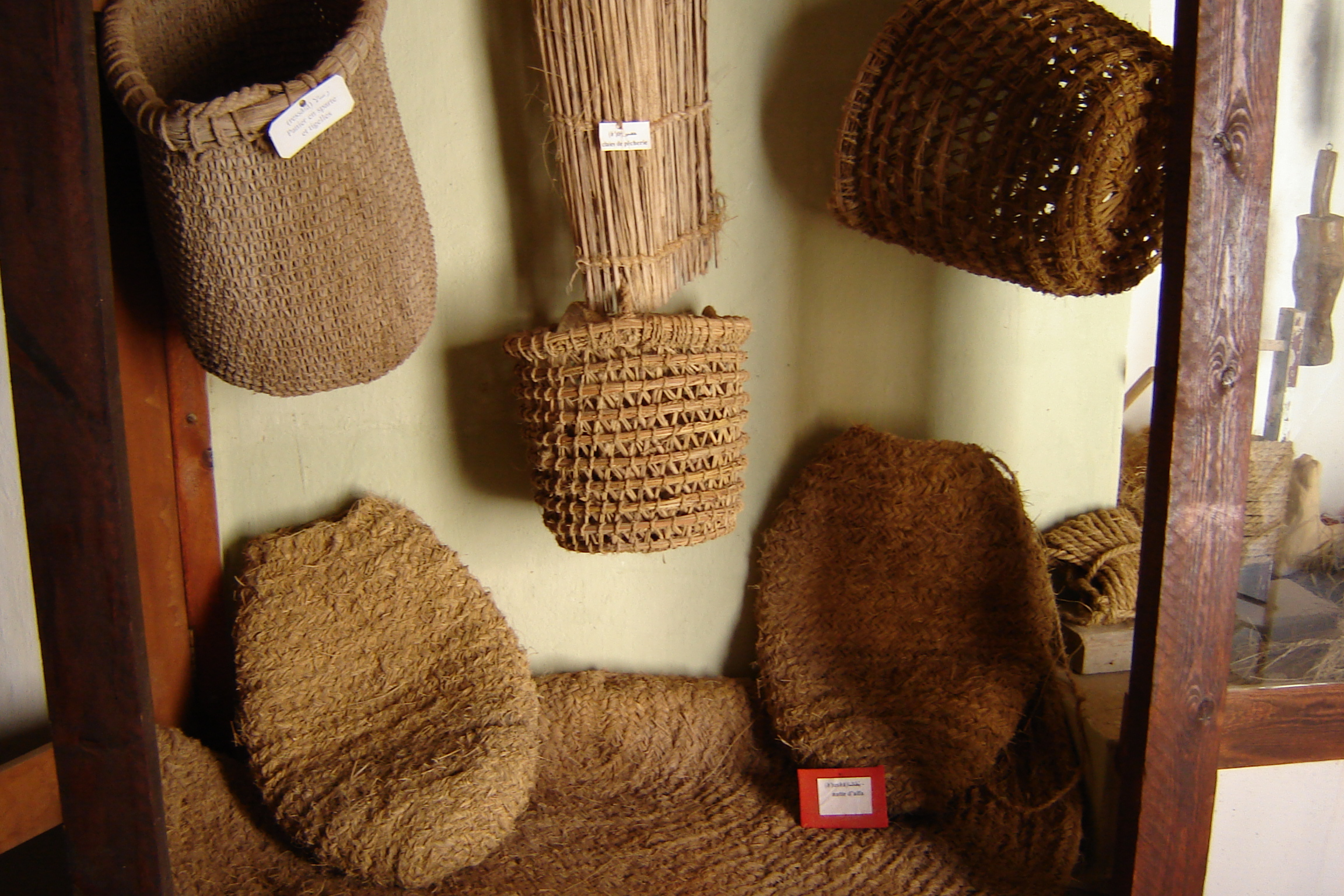
قاعة السلال بمتحف العباسية بقرقنة

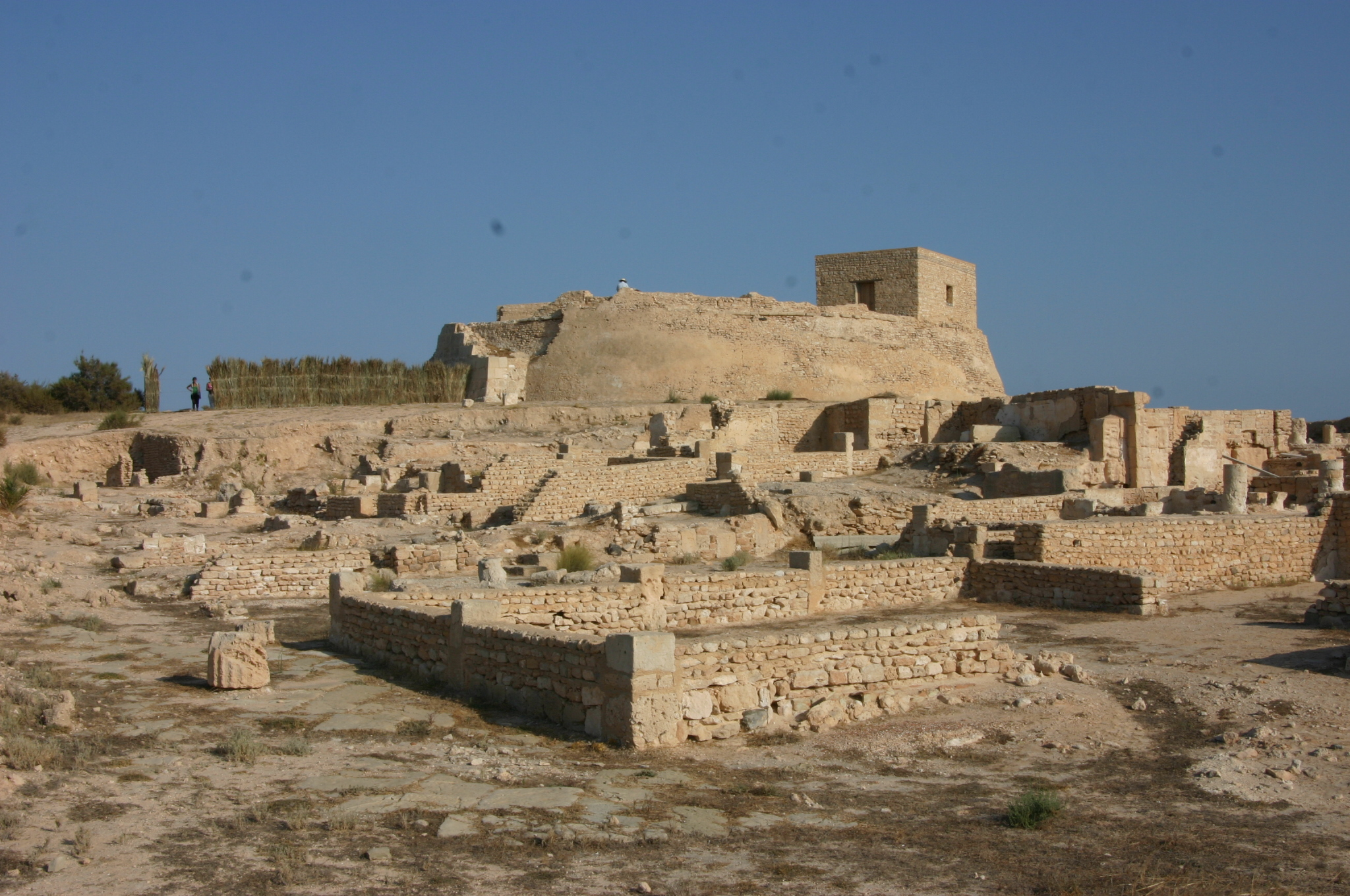
الموقع الأثري ببرج الحصار

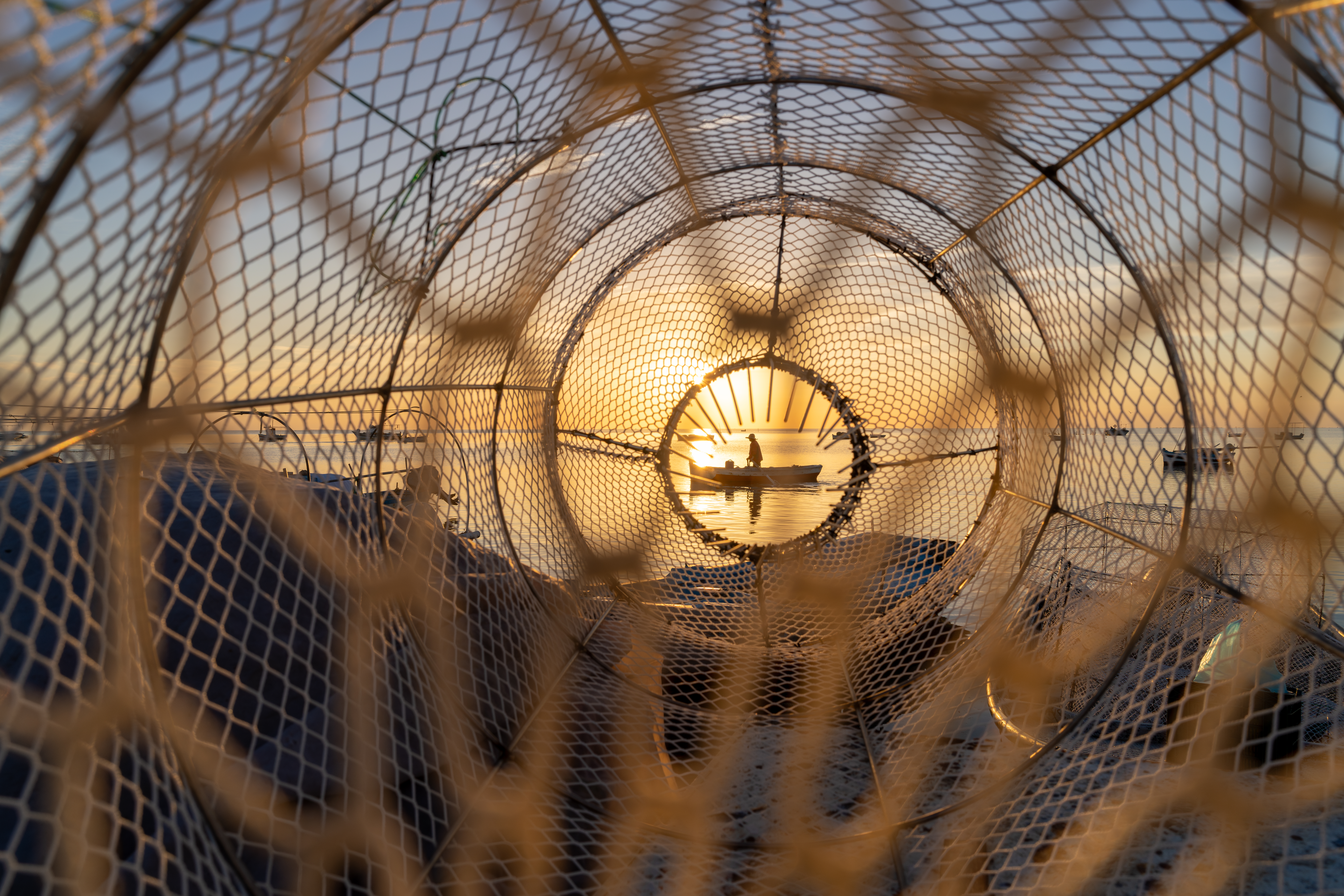
صياد يعود إلى الميناء عند الفجر في قرقنة

- متحف العباسية

## وصلات خارجية
- موقع قرقني.
- (بالإنجليزية) بوابة قرقنة.
- موقع متحف العباسية